# Ungureni (gmina Brăduleț)
Ungureni – wieś w Rumunii, w okręgu Ardżesz, w gminie Brăduleț. W 2011 roku liczyła 87 mieszkańców.